# Adèle: Capitolele 1 și 2
Adèle: Capitolele 1 și 2 (franceză: La Vie d'Adèle : Chapitres 1 et 2, engleză: Blue Is the Warmest Color) este o dramă romantică scrisă, produsă și regizată de tunisianul Abdellatif Kechiche. Filmul le are ca protagoniste pe mult aclamata Léa Seydoux și Adèle Exarchopoulos. Filmul este o adaptare după romanul grafic Le bleu est une couleur chaude, de Julie Maroh, publicat în America de Nord în martie 2013 și gravitează în jurul Adèlei (Exarchopoulos), o adolescentă de 15 ani a cărei viață se schimbă radical odată cu apariția Emmei (Seydoux), o pictoriță aspirantă cu părul albastru. Filmul urmărește îndeaproape evoluția Adèlei în relația sa cu Emma, provocările vieții de tânăr adult și viitoarea carieră de învățătoare. 
Premiera filmului a avut loc în cadrul celei de-a 66-a ediție a Festivalului Internațional de Film de la Cannes, unde a generat controverse în ceea ce privește presupusele condiții precare de lucru ale actrițelor principale, dar și scenele explicite de sex. Cu toate acestea, filmul a câștigat în unanimitate mult râvnitul Palme d'Or din partea juriului, dar și premiul FIPRESCI. A fost primul film căruia i-a fost acordat premiul atât regizorului, cât și actrițelor principale. De asemenea, Seydoux și Exarchopoulos sunt singurele actrițe, alături de Jane Campion, cărora le-a fost înmânat premiul. Mai mult, filmul a fost nominalizat la premiile Globul de Aur și BAFTA la categoriile "Cel mai bun film străin", respectiv "Cel mai bun film într-o limbă străină alta decât engleza". Mulți critici au catalogat filmul drept cea mai bună producție cinematografică a anului 2013.

## Distribuție
- Léa Seydoux – Emma
- Adèle Exarchopoulos – Adèle
- Salim Kechiouche – Samir
- Aurélien Recoing – tatăl Adèlei
- Catherine Salée – mama Adèlei
- Benjamin Siksou – Antoine
- Mona Walravens – Lise
- Alma Jodorowsky – Béatrice
- Jérémie Laheurte – Thomas
- Anne Loiret – mama Emmei

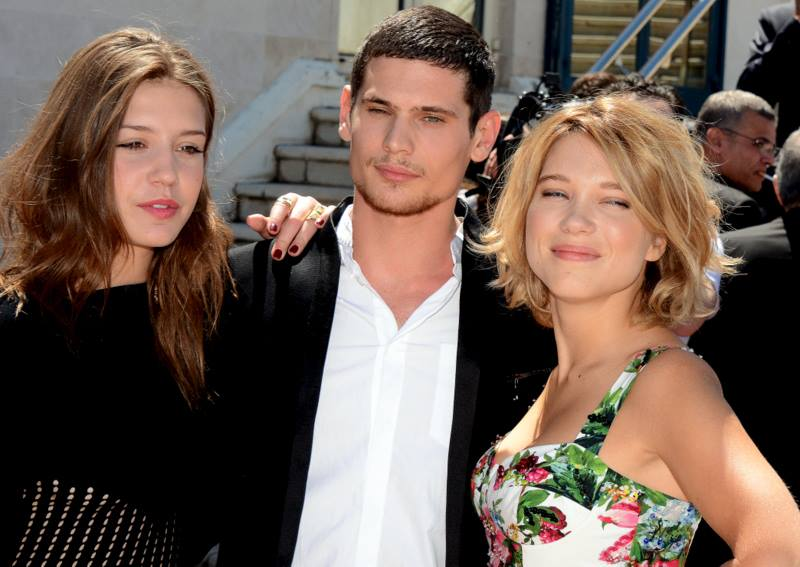
Distribuție principală, de la stânga la dreapta: Adèle Exarchopoulos, Jérémie Laheurte și Léa Seydoux

- Benoît Pilot – tatăl vitreg al Emmei
- Sandor Funtek – Valentin
- Fanny Maurin – Amélie
- Maelys Cabezon – Laetitia
- Samir Bella – Samir
- Tom Hurier – Pierre
- Manon Piette – Manon
- Quentin Médrinal – Eli
- Peter Assogbavi – Peter
- Wisdom Ayanou – Wisdom
- Philippe Potier – profesorul de franceză Marivaux
- Virginie Morgny – profesoara de franceză Antigone
- Stéphane Mercoyrol – Joachim
- Lucie Bibal – Lucie
- Baya Rehaz – Meryem
- Marilyne Chanaud – Marilyne
- Camille Rutherford – Camille
- Michael Skal – Mika
- Sandrine Paraire – Piou-Piou
- Justine Nissart – Justine
- Flavie De Murat – Flavie
- Vincent Gaeta – Vince
- Elizabeth Craig – Elizabeth
- Karim Saidi – Kader
- Aurelie Lemanceau – Sabine
- Audrey Deswarte – Audrey